# Dicasterie
Een  dicasterie (uit het Grieks – δικαστήριον – waarmee in het oude Athene een rechtbank werd bedoeld) is binnen de Katholieke Kerk de benaming van alle onderafdelingen van de Romeinse Curie.
De Congregaties, Pauselijke Raden en de Pauselijke Rechtbanken worden dicasteries genoemd. Ook de pauselijke commissies en alle andere onderdelen van de Curie, zoals ook het staatssecretariaat zelf zijn een dicasterie. Aan het hoofd van de congregaties en van de rechtbanken staat een prefect; aan het hoofd van de raden en commissies staat een president of voorzitter.
Bij een herstructurering binnen de Curie in 2016 werden twee organen ingesteld die expliciet als dicasteries aangeduid worden: het dicasterie voor de Bevordering van de Gehele Menselijke Ontwikkeling en het dicasterie voor Leken, Gezin en Leven. De machtige Congregatie voor de Geloofsleer werd omgedoopt tot dicasterie voor de Geloofsleer. In 2018 werd het Secretariaat voor Communicatie hernoemd als dicasterie voor Communicatie. Aan het hoofd van een dergelijke dicasterie staat eveneens een prefect.
In de op 19 maart 2022 afgekondigde apostolische constitutie Praedicate Evangelium is vastgelegd dat met ingang van 5 juni 2022 het dicasterie de belangrijkste instelling van de Romeinse Curie wordt, ter vervanging van de congregaties en pauselijke raden.